# گلدگ
گلدگ (به آلمانی: Goldegg) یک منطقهٔ مسکونی در اتریش است که در ناحیه سنت یوهان ایم پونگاو واقع شده‌است. گلدگ ۳۳٫۱ کیلومتر مربع مساحت دارد ۸۲۲ متر بالاتر از سطح دریا واقع شده‌است.